# Stosunki polsko-iworyjskie

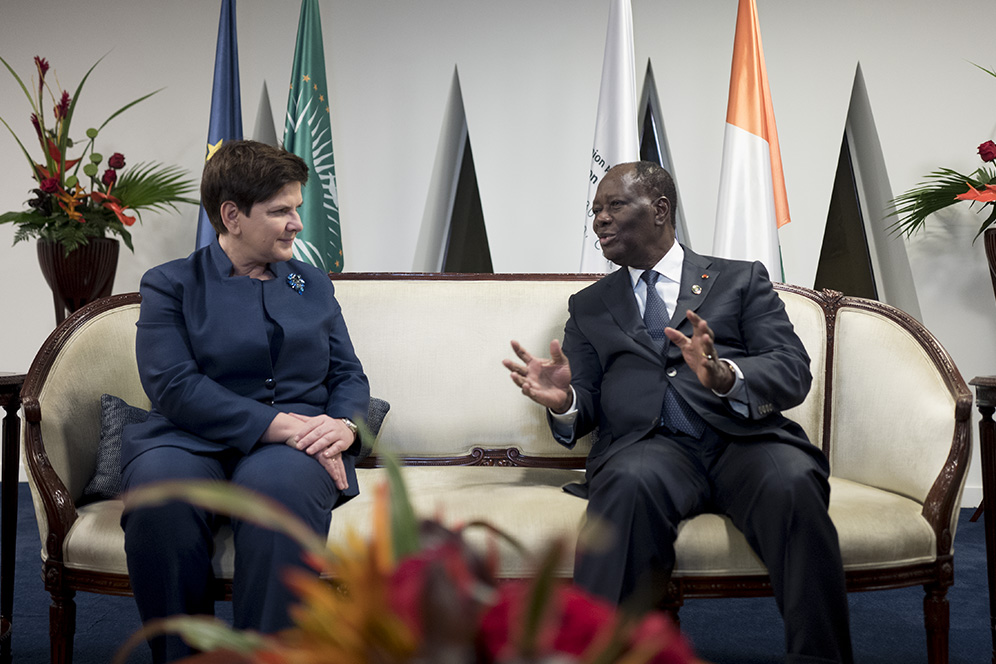
Premier Beata Szydło i prezydent Wybrzeża Kości Słoniowej Alassane Ouattara podczas spotkania w Abidżanie, 2017

Stosunki między Polską a Wybrzeżem Kości Słoniowej zostały na poziomie dyplomatycznym nawiązane w 1974 roku.
Od 2003 roku w Wybrzeżu Kości Słoniowej nie ma polskiej ambasady.  Państwo to znajduje się w kompetencji terytorialnej Ambasady RP w Dakarze. W 2018 roku w Wybrzeżu Kości Słoniowej rozpoczęło działalność zagraniczne biuro handlowe Polskiej Agencji Inwestycji i Handlu. 
Wizyty w Wybrzeżu Kości Słoniowej złożyli premier Beata Szydło w 2017 roku (w związku ze szczytem Unia Europejska – Unia Afrykańska) oraz prezydent Andrzej Duda w 2022 roku.
Wartość obrotów handlowych między oboma krajami w 2023 roku wyniosła 206,7 mln euro, przy czym polski eksport wyniósł 63,6 mln euro. Polska utrzymywała ujemne saldo wymiany handlowej podobnie jak rok wcześniej.